# Byn, Gävle kommun
Byn är en större by i Hedesunda socken, Gävle kommun och finns nära gränsen till Österfärnebo socken före detta kommun. Byn igår i storbyområdet Vinnersjö. Byn har med Bysjön kontakt med Dalälven via Ålboån. Tidig stavning av bynamnet var Bin. Byn är känd i skriftliga källor sedan 1541 då två skattehemman betalade vardera 384 osmundar järnskatt och rikliga fornfynd från bland annat järnåldern har gjorts i Byn.